# Alopecosa osellai
Alopecosa osellai este o specie de păianjeni din genul Alopecosa, familia Lycosidae, descrisă de Lugetti și Tongiorgi, 1969.
Este endemică în Spania. Conform Catalogue of Life specia Alopecosa osellai nu are subspecii cunoscute.